# ACIDMAN 20th Anniversary Fans' Best Selection Album "Your Song"
『ACIDMAN 20th Anniversary Fans' Best Selection Album "Your Song"』（アシッドマン・トゥエンティース・アニバーサリー・ファンズ・ベスト・セレクション・アルバム"ユア・ソング"）は、2016年10月26日に発売されたACIDMANのベストアルバム。

## 概要
- 結成20周年を迎えるACIDMANの記念企画として、バンドのキャリア20年全ての楽曲の中から、ファン投票によって選出された上位20曲と音源化されていなかった音源2曲を収録したオールタイム・ベストアルバム。
- 初回限定盤はスペシャルパッケージ仕様で初回特典として「W購入者特典応募チラシ（アルバム用）」が封入されている。

## 収録曲

### Disc 1
1. ALMA
20thシングル。
2. ある証明
8thシングル。
3. 風、冴ゆる
6thシングル収録曲。
4. 式日
15thシングル。
5. OVER
7thアルバム収録曲。
6. and world
4thアルバム収録曲。
7. migration 1064
3rdアルバム収録曲。
8. 酸化空
インディーズ・1stミニ・アルバム収録曲。
9. イコール
7thシングル。
10. 培養スマッシュパーティー
インディーズ・シングル「赤橙」収録曲。

### Disc 2
1. アルケミスト
21stシングル。
2. 季節の灯
9thシングル。
3. 静かなる嘘と調和
4thシングルc/w曲
4. Stay on land
4thアルバム収録曲。
5. 世界が終わる夜
25thシングル。
6. FREE STAR
6thアルバム収録曲。
7. 今、透明か
2ndアルバム収録曲。
8. 最期の景色
10thアルバム収録曲。
9. 赤橙
3rdシングル。
10. リピート
5thシングル。
11. CHRISTMAS FANTASY -instrumental-
ボーナストラック。
12. Rainy -instrumental-
ボーナストラック。